# نورثروپ ایکس‌اف‌تی
نورثروپ ایکس‌اف‌تی (به انگلیسی: Northrop XFT) یک هواپیمای ساختِ کارخانهٔ نورثروپ در کشور ایالات متحده آمریکا است. این هواپیما برای نخستین بار در ۱۸ دسامبر ۱۹۳۳ میلادی مورد استفاده قرار گرفت.